# Anastasio Bustamante
Anastasio Bustamante y Oseguera (27 luglio 1780 – 6 febbraio 1853) è stato un politico messicano, per tre volte presidente del Messico (dal 1830 al 1832, dal 1837 al 1839 e dal 1839 al 1841).
Apparteneva al partito dei Conservatori e il suo primo mandato iniziò con un colpo di Stato col quale depose il suo predecessore. Bustamante a sua volta fu poi deposto due volte (1832 e 1841) ed esiliato in Europa (1833).

## Biografia
Figlio di José María Ruiz e di Maria Francisca Bustamante Oseguera, studiò prima nel seminario di Guadalajara, poi a Città del Messico, allora capitale del vicereame della Nuova Spagna, dove intraprese gli studi di medicina. Nel 1810 prese parte alla guerra d'indipendenza del Messico, inizialmente militando nell'esercito spagnolo, poi, dal marzo 1821, tra le file degli indipendentisti, mettendosi al seguito di Agustín de Iturbide. D'idee conservatrici, appoggiò dapprima la scalata imperiale di Iturbide, ma in seguito passò al servizio del regime repubblicano, divenendo, nel 1829, vicepresidente della Repubblica e capo dell'esercito con Vicente Guerrero.
Il 4 dicembre di quell'anno Bustamante depose Guerrero con un colpo di Stato e, dopo la breve esperienza presidenziale di José María Bocanegra, il 1º gennaio 1830, si nominò presidente del Messico. Il suo primo atto fu quello di far dichiarare inabile a governare dal Congresso il suo predecessore, per poi organizzare il suo assassinio: Guerrero infatti fu catturato con l'inganno e condannato a morte il 14 febbraio 1831. Bustamante governò il paese in modo autoritario e oppressivo, bandendo gli avversari politici, espellendo l'ambasciatore statunitense, facendo punire corporalmente i giornalisti a lui ostili e rafforzando la polizia segreta. Per questo la stampa clandestina messicana lo soprannominò Brutamante.
La notizia dell'esecuzione di Guerrero però suscitò scandalo e scalpore nell'opinione pubblica messicana, provocando polemiche e proteste pubbliche; sicché il presidente messicano, il 13 agosto 1832 fu deposto a favore del generale Melchor Múzquiz, e nel 1833 andò in esilio in Europa. Rientrò in patria nel 1836, quando scoppiò la guerra di indipendenza del Texas, a causa dell'abolizione della schiavitù decretata dal presidente Antonio López de Santa Anna e rifiutata dai coloni texani, che su di essa basavano la propria economia; il Bustamante combatté contro gli insorti. Il conflitto vide la sconfitta del Messico, che dovette riconoscere l'indipendenza del Texas; lo stesso presidente fu catturato. Approfittando dell'assenza del capo dello Stato, Bustamante riuscì a farsi proclamare presidente dai conservatori il 19 aprile 1837.
La sua seconda presidenza fu anche più tormentata della prima, perché dovette affrontare notevoli difficoltà interne e complicazioni internazionali con la Francia. Sul fronte interno si ribellarono diverse province, ostili alla riforma costituzionale che aveva reso lo Stato da federalista centralista, mentre con la Francia scoppiò, nel dicembre 1838, la cosiddetta guerra dei pasticcini, a causa della richiesta di un pasticcere francese, Remontel, che s'era appellato alla madrepatria per esser risarcito dei danni che aveva subìto la sua proprietà a Città del Messico, devastata dieci anni prima da ufficiali messicani durante i disordini che seguirono la deposizione del presidente Guerrero.
Il governo di Parigi dunque inviò un ultimatum al presidente Bustamante, con l'obbligo di risarcire il cittadino francese con un indennizzo di 600.000 pesos, pena un'invasione militare. Poiché il presidente messicano non rispose all'ingiunzione, la flotta francese, al comando dell'ammiraglio Charles Baudin (1784-1854), pose il blocco a tutti i porti messicani dallo Yucatán al Rio Grande, bombardò la fortezza di San Juan de Ulúa e conquistò il porto di Veracruz. A questo punto il governo messicano dichiarò guerra alla Francia. Con il blocco dei porti, i messicani cominciarono a contrabbandare le merci nel porto texano di Corpus Christi, suscitando sia la reazione del governo texano, che organizzò una milizia di volontari per impedire il contrabbando, sia quella del governo di Washington, che inviò lo schooner Woodbury per aiutare il blocco navale francese.
Alla fine, con la mediazione diplomatica dell'Inghilterra, Bustamante accettò le condizioni francesi e pagò i 600.000 pesos alla Francia, ottenendo il ritiro delle forze navali francesi il 9 marzo 1839. Screditato dall'insuccesso ed essendo il Paese in pieno caos amministrativo ed economico, Bustamante fu deposto il 22 settembre 1841 dal colpo di Stato di Francisco Javier Echeverría. Di nuovo in esilio in Europa, Bustamante rientrò definitivamente in Messico nel 1845, allo scoppio delle ostilità con gli Stati Uniti. Eletto nel 1846 deputato al Congresso federale, non ebbe alcun ruolo nel corso del conflitto contro gli americani; dopo la fine della guerra, sfavorevole al Messico, il Bustamante si ritirò a vita privata, morendo il 6 febbraio 1853 a San Miguel de Allende, nello Stato di Guanajuato,a 72 anni.